# Волков, Николай Николаевич (художник)
Никола́й Никола́евич Во́лков (5 сентября 1897 — 16 ноября 1974) — график, теоретик искусства, представитель московской школы живописи, заслуженный деятель искусств РСФСР (1972).

## Биография
Учился в Московском (1914—1922) и Фрайбургском (Германия) (1925—1926) университетах. Участник выставок с 1933 года, в том числе 1-й выставки акварельной живописи московских художников 1937 года. Доктор педагогических наук (1950). Автор книг и статей по теории рисунка, композиции и колорита в живописи.
Акварели Н. Волкова неоднократно экспонировались на зарубежных выставках в Брюсселе, ГДР, Финляндии и других странах.
Похоронен на Кузьминском кладбище.

## Работы находятся в собраниях
- Государственная Третьяковская галерея, Москва;
- Государственный музей изобразительных искусств имени А. С. Пушкина, (Москва);
- Военно-медицинский музей, (Санкт-Петербург).

## Персональные выставки
- 2009 — «Московская недвижимость». Музей современного изобразительного искусства на Дмитровской, Ростов-на-Дону.

## Семья
- Жена — Ольга Владимировна Квинихидзе (1899—1996) — скульптор[4]

## Литературное наследие
- Восприятие предмета рисунка. (Докторская диссертация, 508 стр.) — М., 1950.
- Цвет в живописи. (215 стр. + 37 листов с иллюстрациями) — М., 1965.
- Композиция в живописи. (В двух книгах). — М., 1975.